# Укское сельское поселение
Укское се́льское поселе́ние — муниципальное образование в Ашинском районе Челябинской области Российской Федерации. В рамках административно-территориального устройства муниципальное образование соответствует административно-территориальной единице Укский сельсовет.
Административный центр — посёлок Ук.

## География
Расположен сельсовет в лесной зоне, в западной части района. Главная река — Ук.
Рельеф гористый.
Лес мешанный, из широколиственных — липа, осина, из хвойных — пихта.

## История
В 1966 году на территории Укского сельского совета находилось 18 населенных пунктов: Ук, Усть-Курышка, Санга, Новострой, Баш-Елань, Аргауз, Чувашский пруд, Твердышево, кв38,кв39, кв48, Кременный, Новозаречный, Мызгин пчельник, Гремячка, Аджигардак, Гипсовое, Трамшак.
В 1972 году выделились Укский сельсовет, Усть-Курышский сельсовет и Сухо-Атинский сельсовет.
В 1994 году были упразднены Усть-Курышский, Сухо-Атинские сельсоветы и они вошли в Укскую администрацию.
Статус и границы сельского поселения установлены Законом Челябинской области от 9 июля 2004 года № 239-ЗО «О статусе и границах Ашинского муниципального района, городских и сельских поселений в его составе»

## Население
| 2002  | 2010  | 2011  | 2012  | 2013  | 2014  | 2015  |
| ----- | ----- | ----- | ----- | ----- | ----- | ----- |
| 2022  | ↘1668 | ↘1658 | ↘1642 | ↘1638 | ↘1627 | ↘1612 |
| 2016  | 2017  | 2018  | 2019  | 2020  | 2021  | 2023  |
| ↗1640 | ↘1628 | ↘1596 | ↘1560 | ↘1559 | ↘1534 | ↘1519 |

## Состав
| № | Населённый пункт | Тип населённого пункта          | Население |
| - | ---------------- | ------------------------------- | --------- |
| 1 | Виляй            | посёлок                         | ↘0        |
| 2 | Мясниково        | посёлок                         | →1        |
| 3 | Новозаречный     | посёлок                         | ↘196      |
| 4 | Новострой        | посёлок                         | ↘39       |
| 5 | Санга            | посёлок                         | ↘26       |
| 6 | Сухая Атя        | посёлок                         | ↘154      |
| 7 | Ук               | посёлок, административный центр | ↘1094     |
| 8 | Усть-Курышка     | посёлок                         | ↘150      |
| 9 | Чувашский Пруд   | посёлок                         | ↘8        |

### Упразднённые населённые пункты
- Гремячка — упразднённый в 1982 году посёлок.
- Трамшак — упразднённый в 1979 году хутор.

## Инфраструктура
В поселке Ук расположено предприятие ООО «Ашалес». Имеется нижний склад, пилорама, где ведется выработка пиломатериала, имеется Укский участок Ашинского лесничества. На базе Укской библиотеки создан и работает татаро-башкирский центр «Ирендык».
На территории поселка Новозаречный находится предприятие ЛПДС «Аша».
К 1966 году на территории сельсовета находилось две восьмилетних школы, четыре начальных школы, три медпункта, два фельдшеро-акушерских пункта, два клуба, две библиотеки, Укский лесопункт, нефтеперекачивающая станция.